# Koporjebugten
Koporjebugten (russisk: Копорская губа, estisk: Koporje laht) er en bugt på den sydlige bred af Finske Bugt i Østersøen. Soikino-halvøen mod vest adskiller den fra Lugabugten.
Bugten er ved mundingen 26 km bred og 12 km dyb med en dybde på op til 20 m. Floderne Sista og Voronka strømmer ud i bugten.
Sosnovij Bor ligger ved bugten.
Bugten fik sit navn efter fæstningen Koporje.
59°51′N 28°48′Ø / 59.85°N 28.8°Ø